# منطقه حفاظت‌شده قیصری
منطقهٔ حفاظت‌شدهٔ قیصری یک منطقهٔ حفاظت‌شده با مساحت ۹۸۱۶ هکتار است که در استان چهارمحال و بختیاری در ایران قرار دارد. این منطقهٔ حفاظت‌شده طبق مصوبهٔ شمارهٔ ۷۴۱ در تاریخ ۹۷/۰۵/۰۱ در فهرست مناطق تحت حفاظت سازمان محیط زیست ایران قرار گرفت.